# Écrivain populaire de la république d'Azerbaïdjan
L'écrivain populaire de la république d'Azerbaïdjan est le titre honorifique accordé aux écrivains distingués pour leur contribution au développement de la littérature azerbaïdjanaise.

## Histoire
Le titre honorifique écrivain populaire de la république d'Azerbaïdjan a été créé par décret du président de la république d'Azerbaïdjan du 22 mai 1998.
Le titre honorifique est décerné uniquement aux citoyens de la république d'Azerbaïdjan. Selon le décret, le titre honorifique écrivain populaire de la république d'Azerbaïdjan ne peut plus être attribué à la même personne.